# Salomon de Brosse
Salomon de Brosse, född 1571, död 9 december 1626, var en fransk arkitekt.
de Brosse ritade Palais du Luxembourg för Maria av Medici 1615. Slottet var förmodligen avsett att överglänsa de italienska palatsen i framför allt Florens, men kom istället att bilda fransk skola med sin centrala corps-de-logi och två framdragna flyglar. De typiskt franska, axiala paviljongsystemet fick här en av sina föregångare.